# 페라리 250 GTO

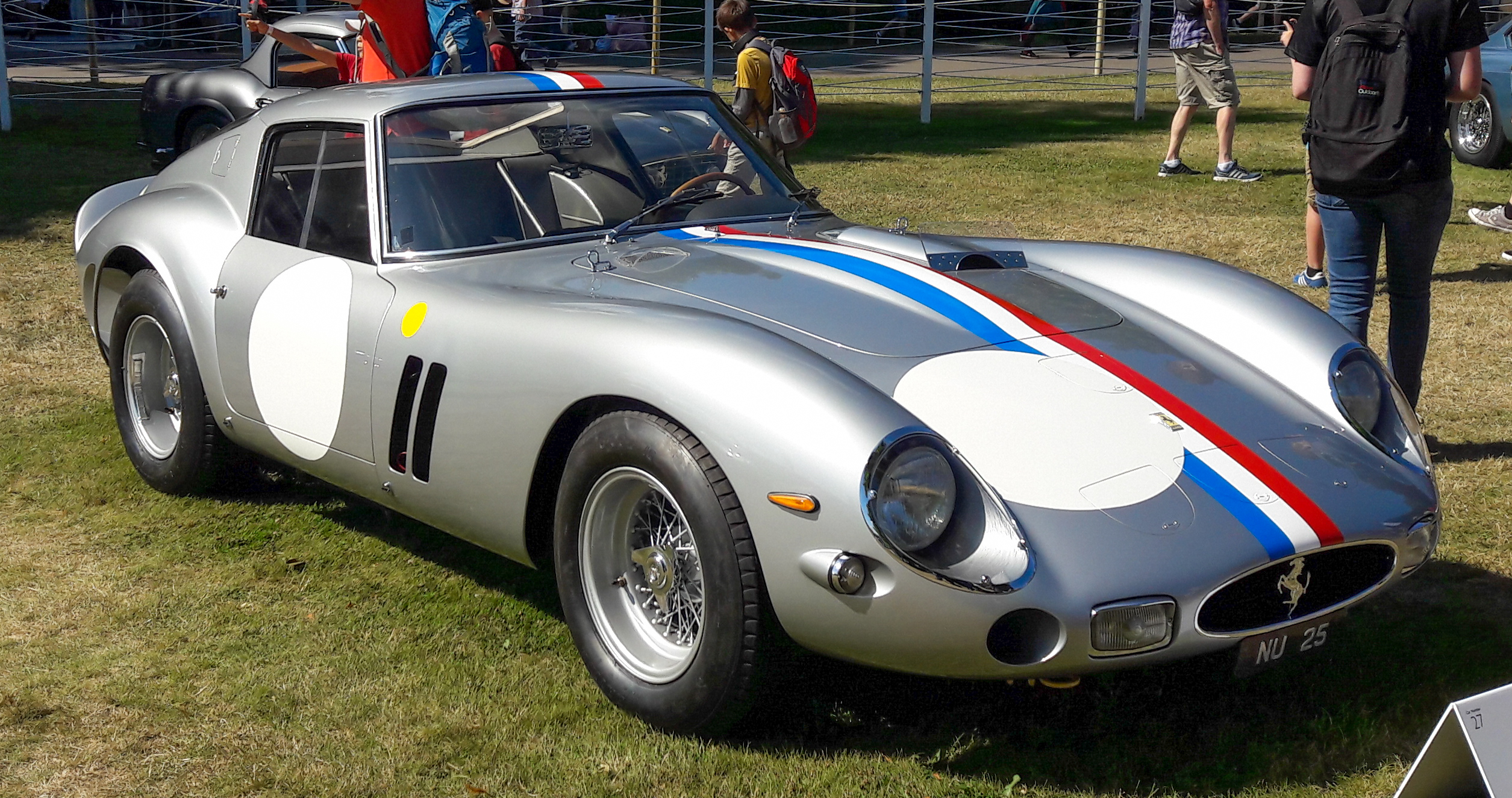

페라리 250 GTO(Ferrari 250 GTO)는 1962년부터 1964년까지 FIA의 그룹 3 그랜드 투어링 카(Group 3 Grand Touring Car) 등급으로 승인받기 위해 페라리에서 생산한 그랜드 투어러이다. 페라리의 티포(Tipo) 168/62 콜롬보(Colombo) V12 엔진으로 구동되었다.
이름의 "250"은 각 실린더의 변위(입방 센티미터)를 나타낸다. "GTO"는 "Grand Touring Homologated"라는 이탈리아어로 Gran Turismo Omologato의 약자이다.
250대의 GTO 중 36대만 1962년에서 1964년 사이에 제조되었다. 여기에는 1962-63 차체(시리즈 I)가 있는 33대의 자동차와 Ferrari 250 LM과 유사한 1964년(시리즈 II) 차체가 있는 3대가 포함된다. 구형 1962-1963(시리즈 I) 자동차 중 4대가 1964년에 시리즈 II 바디로 업데이트되었다.
신형 250 GTO의 가격은 미국에서 18,000달러이며 구매자는 엔조 페라리(Enzo Ferrari)와 그의 북미 딜러인 루이지 치네티(Luigi Chinetti)가 개인적으로 승인했다. 이 모델은 이후 자동차 수집가들에게 큰 호응을 얻었고 판매는 계속해서 가격 기록을 세웠다. 세계에서 가장 비싼 페라리의 현재 기록은 2018년 6월 1963년형 250 GTO(섀시 4153GT)가 비공개 판매로 7천만 달러에 판매된 때이다.
2004년 스포츠카 인터내셔널(Sports Car International)은 250 GTO를 1960년대 최고의 스포츠카 목록에서 8위에 올렸고 역대 최고의 스포츠카로 지명했다. 마찬가지로 모터 트렌드 클래식(Motor Trend Classic)은 250 GTO를 "역사상 가장 위대한 페라리" 목록에서 1위로 선정했다. 파퓰러 메카닉스(Popular Mechanics)는 이 차를 "역사상 가장 핫한 차"라고 명명했다.

## 같이 보기
- 페라리 250